# 玉嬪 (咸豐帝)
玉嬪（1843年8月14日—1863年1月5日），星懇達爾漢系葉赫那拉氏，出自褚孔格第三子尼雅尼雅喀一脈。滿洲正白旗人。員外郎桂祥之女，員外郎全志之孫女，兵部尚書那清安之曾孫女。咸豐帝的嬪。咸豐帝的璹嬪為她的姐姐。

## 生平
道光二十三年七月十九日出生，嫡母是舒舒覺羅氏。玉嬪出身葉赫國主系葉赫那拉氏。雖與葉赫貝勒金台石同族，但族人在清初時多是普通的旗人兵丁，至康雍兩朝家族才開始興起。家族雖然已經是高級官宦人家，並且是科舉世家，但主要還是跟其他世家聯姻。值得一提的是玉嬪有一個姐妹，嫁給了盛京將軍崇實的兒子員外郎華毓。
咸豐八年二月初三日在外八旗選秀中，被指定為玉貴人，同年三月二十五日與祺嬪一同直接由本家接入圓明園内。不久之前，她的姐姐璹貴人在宮中的待遇因故依常在之例配給，那拉氏被指定為玉貴人後才恢復正常待遇。
咸豐十年八月，咸豐帝因為英法聯軍之役而逃到位於熱河的承德避暑山莊，璹貴人、玉貴人姐妺亦隨行；在該年臘月二十九日，咸豐帝對此次同行的后妃進行了年節賞賜，姐妹二人各被賞予銀二十兩。
咸豐十一年七月，剛登極的同治帝尊封先帝妃嬪，景仁宮璹貴人、儲秀宮玉貴人俱晉封為嬪。咸豐帝的妃嬪皆暫住東六宮的永和宮、景仁宮或承乾宮之內。璹嬪與她的妹妹玉嬪跟隨麗皇貴妃住在永和宮；同年十月初十日，尊封葉赫那拉氏為皇考玉嬪。
同治元年二月，內務府為道光帝和咸豐帝妃嬪安排會親，定於二月十三日，璹嬪和玉嬪會親，會親時間從早上卯時至傍晚酉時，親族人等俱出入蒼震門。同年十一月十六日，玉嬪病逝，享年二十歲。尊封葉赫那拉氏為玉嬪的尊封事宜，於同治元年十一月仍未辦理，因葉赫那拉氏病逝而停止。同治四年九月二十五日，玉嬪的金棺奉安於東陵定陵妃園寢。

## 相關
- 清朝皇后及妃嬪列表